# Медведев, Александр Иванович (Герой Советского Союза)
Александр Иванович Медведев (1914—1978) — старший сержант Рабоче-крестьянской Красной Армии, участник Великой Отечественной войны, Герой Советского Союза (1945).

## Биография
Александр Медведев родился 21 декабря 1914 года в деревне Березенки (ныне — Чеховский район Московской области). Окончил семь классов школы и школы фабрично-заводского ученичества при Подольском механическом заводе. С 1932 года жил в Серпухове. Работал сначала токарем на заводе «Металлист», затем мастером в ремесленном училище № 21. В октябре 1941 года Медведев был призван на службу в Рабоче-крестьянскую Красную Армию и направлен на фронт Великой Отечественной войны. В боях два раза был контужен.
К апрелю 1945 года красноармеец Александр Медведев был мотористом катера 87-го отдельного моторизованного понтонно-мостового батальона 65-й армии 2-го Белорусского фронта. Отличился во время освобождения Польши. 18 апреля 1945 года Медведев, несмотря на массированный вражеский огонь, успешно переправил через Вест-Одер материалы для постройки моста. 20 апреля он совершил 37 рейсов через реку, несмотря на полученную контузию и пробоину в катере, переправив на плацдарм на западном берегу в общей сложности 128 артиллерийских орудий.
Указом Президиума Верховного Совета СССР от 29 июня 1945 года за «образцовое выполнение боевых заданий командования на фронте борьбы с немецкими захватчиками и проявленные при этом мужество и героизм» красноармеец Александр Медведев был удостоен высокого звания Героя Советского Союза с вручением ордена Ленина и медали «Золотая Звезда».
После окончания войны в звании старшего сержанта Медведев был демобилизован. Проживал в Серпухове. Окончив Всесоюзный заочный политехнический институт, работал инженером отдела главного технолога на заводе «Металлист». Активно участвовал в военно-патриотическом воспитании молодёжи. Скончался 10 сентября 1978 года, похоронен на Ивановском кладбище Серпухова.
Был также награждён орденами Красного Знамени и Красной Звезды, рядом медалей.